# Kanton Ligueil
Der Kanton Ligueil war bis 2015 ein französischer Wahlkreis im Arrondissement Loches, im Département Indre-et-Loire und in der Region Centre-Val de Loire; sein Hauptort war Ligueil, Vertreter im Generalrat des Départements war zuletzt von 2004 bis 2015 Michel Giraudeau. 

## Gemeinden
| Gemeinde                         | Einwohner Jahr | Fläche km² | Bevölkerungsdichte | Code INSEE | Postleitzahl |
| -------------------------------- | -------------- | ---------- | ------------------ | ---------- | ------------ |
| Bossée                           | 335 (2013)     | –          | – Einw./km²        | 37029      | 37240        |
| Bournan                          | 541 (2013)     | –          | – Einw./km²        | 37032      | 37240        |
| Ciran                            | 442 (2013)     | –          | – Einw./km²        | 37078      | 37240        |
| Esves-le-Moutier                 | 153 (2013)     | –          | – Einw./km²        | 37103      | 37240        |
| La Chapelle-Blanche-Saint-Martin | 685 (2013)     | –          | – Einw./km²        | 37057      | 37240        |
| Le Louroux                       | 491 (2013)     | –          | – Einw./km²        | 37136      | 37240        |
| Ligueil                          | 2242 (2013)    | –          | – Einw./km²        | 37130      | 37240        |
| Louans                           | 627 (2013)     | –          | – Einw./km²        | 37134      | 37240        |
| Manthelan                        | 1419 (2013)    | –          | – Einw./km²        | 37143      | 37240        |
| Mouzay                           | 484 (2013)     | –          | – Einw./km²        | 37162      | 37600        |
| Saint-Senoch                     | 525 (2013)     | –          | – Einw./km²        | 37238      | 37600        |
| Varennes                         | 243 (2013)     | –          | – Einw./km²        | 37265      | 37600        |
| Vou                              | 224 (2013)     | –          | – Einw./km²        | 37280      | 37240        |